# 24607 Sevnatu
24607 Sevnatu este un asteroid din centura principală de asteroizi.

## Descriere
24607 Sevnatu este un asteroid din centura principală de asteroizi. A fost descoperit pe 14 august 1977 la Observatorul de Astrofizică din Crimeea de Nikolai Cernîh. Asteroidul prezintă o orbită caracterizată de o semiaxă mare de 2,33 ua, o excentricitate de 0,23 și o înclinație de 6,0° în raport cu ecliptica.